# Macduff (Aberdeenshire)
Pour l’article homonyme, voir Macduff.
Macduff est une ville d'Écosse située dans la région de l'Aberdeenshire au bord de la baie de Banff et face à la ville de Banff, de l'autre côté de l'estuaire de la Deveron.
Elle est aujourd'hui la seule ville du Royaume-Uni où l'on construit encore des bateaux de pêche en eaux profondes en bois.

## Personnalités
- Elizabeth Keith (1887-1956), graveuse.

## Source
- (en) Cet article est partiellement ou en totalité issu de l’article de Wikipédia en anglais intitulé « Macduff, Aberdeenshire » (voir la liste des auteurs).